# Kleczew
Kleczew – miasto położone we wschodniej części województwa wielkopolskiego, w powiecie konińskim, siedziba gminy miejsko-wiejskiej Kleczew.
W latach 1954–1972 miasto było siedzibą władz gromady Kleczew, ale nie należało do tej gromady. W latach 1975–1998 miasto administracyjnie należało do woj. konińskiego.
Według danych GUS z 30 czerwca 2019 r. miasto liczyło 4159 mieszkańców.

## Położenie
Miasto Kleczew położone jest we wschodniej części województwa wielkopolskiego w powiecie konińskim. Zamieszkuje je ponad 4 tysiące mieszkańców i jest jednym z głównych ośrodków przemysłowych w rejonie. W mieście krzyżują się drogi z Konina, Ślesina i Słupcy. Miasto leży w niewielkiej odległości od ważnych ośrodków w regionie:
- Konin – 22 km,
- Poznań – 103 km.

Kleczew posiada dobrze rozbudowaną sieć połączeń autobusowych z ważniejszymi ośrodkami województwa, prowadzoną przez PKS.

## Historia

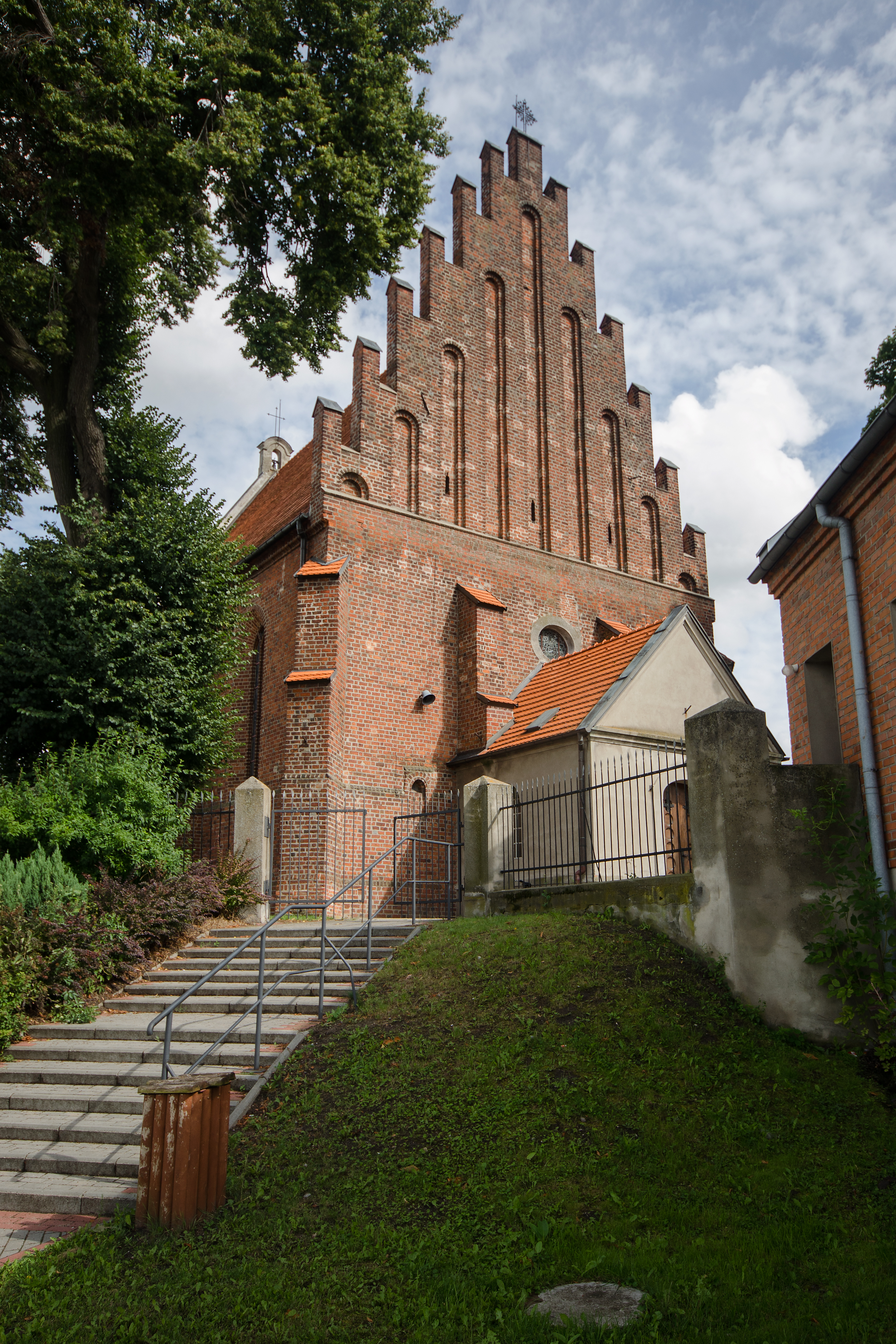
Kościół św. Andrzeja

Miasto Kleczew zostało założone na prawie magdeburskim przez jego właściciela Janka, 12 stycznia 1366. Już wtedy miasto było znacznym ośrodkiem położonym na szlakach handlowych. Mimo to przez wieki Kleczew spełniał rolę małego, lokalnego ośrodka gospodarczo-administracyjnego. Przywilej królewski – potwierdzający nadanie praw miejskich – nie zachował się, gdyż uległ zniszczeniu w jednym z wielu pożarów, które często nawiedzały miasto. W czasie wojny trzynastoletniej Kleczew wystawił w 1458 roku 10 pieszych na odsiecz oblężonej polskiej załogi Zamku w Malborku. Okres świetności Kleczewa przypadł na XV i XVI w. Korzystny wpływ na rozwój miasta miało jego położenie przy dwóch ważnych szlakach komunikacyjnych biegnących przez Wielkopolskę. Pierwszy z nich łączył Śląsk z Pomorzem, drugi zaś Poznań z Warszawą, by dalej skierować się na Litwę. Warto dodać, że na wojnę trzynastoletnią z zakonem krzyżackim wyruszyło z Kleczewa 10 zbrojnych. W XV w. 11 mieszkańców Kleczewa studiowało w jedynej w ówczesnej Polsce szkole wyższej – Akademii Krakowskiej. W 1579 roku w mieście było 12 garncarzy, 2 olejarzy, 7 piekarzy, 37 rzemieślników innych specjalności, 7 warzelników soli i 4 przekupniów. W XVII w. Kleczew zaczął podupadać. W 1618 r. działalność gospodarczą prowadziło tylko 17 rzemieślników. Trzydzieści lat później wielki pożar zniszczył znaczną część miasta, a Szwedzi w czasie potopu udaremnili jego odbudowę. Późniejszy okres to bolesny upadek miasta. 21 marca 1769 roku doszło w mieście do potyczki pomiędzy wojskami carskimi a oddziałem konfederatów barskich, dowodzonych przez Ignacego Malczewskiego. W 1793 r. na skutek II rozbioru Polski miasto dostało się pod panowanie pruskie, a w latach 1807–1815 było w granicach Księstwa Warszawskiego. W pierwszej połowie XIX wieku istniały w mieście fabryki sukna, szali, dywanów i pasów oraz browar. W okresach powstania styczniowego okolice Kleczewa były miejscem zażartych walk (m.in. 21 marca, 10 czerwca, 13 lipca 1863 roku i 15 kwietnia 1864 roku). W 1870 r. władze carskie odebrały Kleczewowi prawa miejskie, które przywróciła z powrotem władza polska w 1919 r. W 1905 roku w Kleczewie wybuchł strajk szkolny. Po I wojnie światowej w mieście nastąpiło ożywienie gospodarcze, zaczęły powstawać zakłady i warsztaty, osiedlać się liczna społeczność żydowska. II wojna światowa odcisnęła się krwawym piętnem na historii miasta – w czasie okupacji niemieckiej życie straciło 1000 Żydów i 83 Polaków. Miasto zostało zajęte przez oddziały 8 Armii Gwardii 1 Frontu Białoruskiego Armii Czerwonej. Okres powojenny to zdecydowany okres rozwoju miasta. Zaczęto wydobywać węgiel brunatny w okolicznych odkrywkach m.in. Jóźwin, Kazimierz, a w niedługim czasie przeniesiono do Kleczewa siedzibę i dyrekcję Kopalni Węgla Brunatnego Konin. Powstała także Spółdzielnia Kółek Rolniczych. 

## Demografia

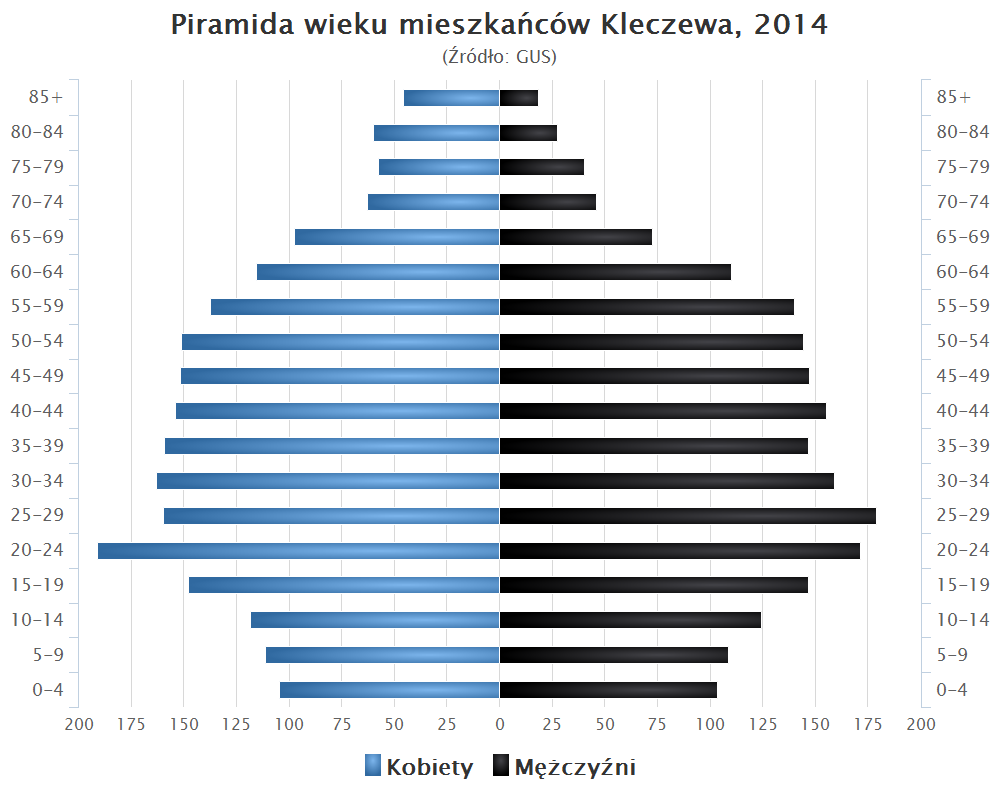
Piramida wieku mieszkańców Kleczewa w 2014 roku

| Dane historyczne | Dane historyczne | Dane historyczne |
| Rok              | Ludność          | Zm., %           |
| ---------------- | ---------------- | ---------------- |
| 1857             | 1760             | –                |
| 1871             | 1987             | 12,9%            |
| 1890             | 2044             | 2,9%             |
| 1897             | 2371             | 16%              |
| 1910             | 3557             | 50%              |
| 1921             | 2744             | −22,9%           |
| 1931             | 2946             | 7,4%             |
| 1939             | 3474             | 17,9%            |
| 1950             | 1956             | −43,7%           |
| 1960             | 2141             | 9,5%             |
| 2010             | 4232             | 97,7%            |
| [ 7 ] [ 8 ]      |                  |                  |

## Gospodarka

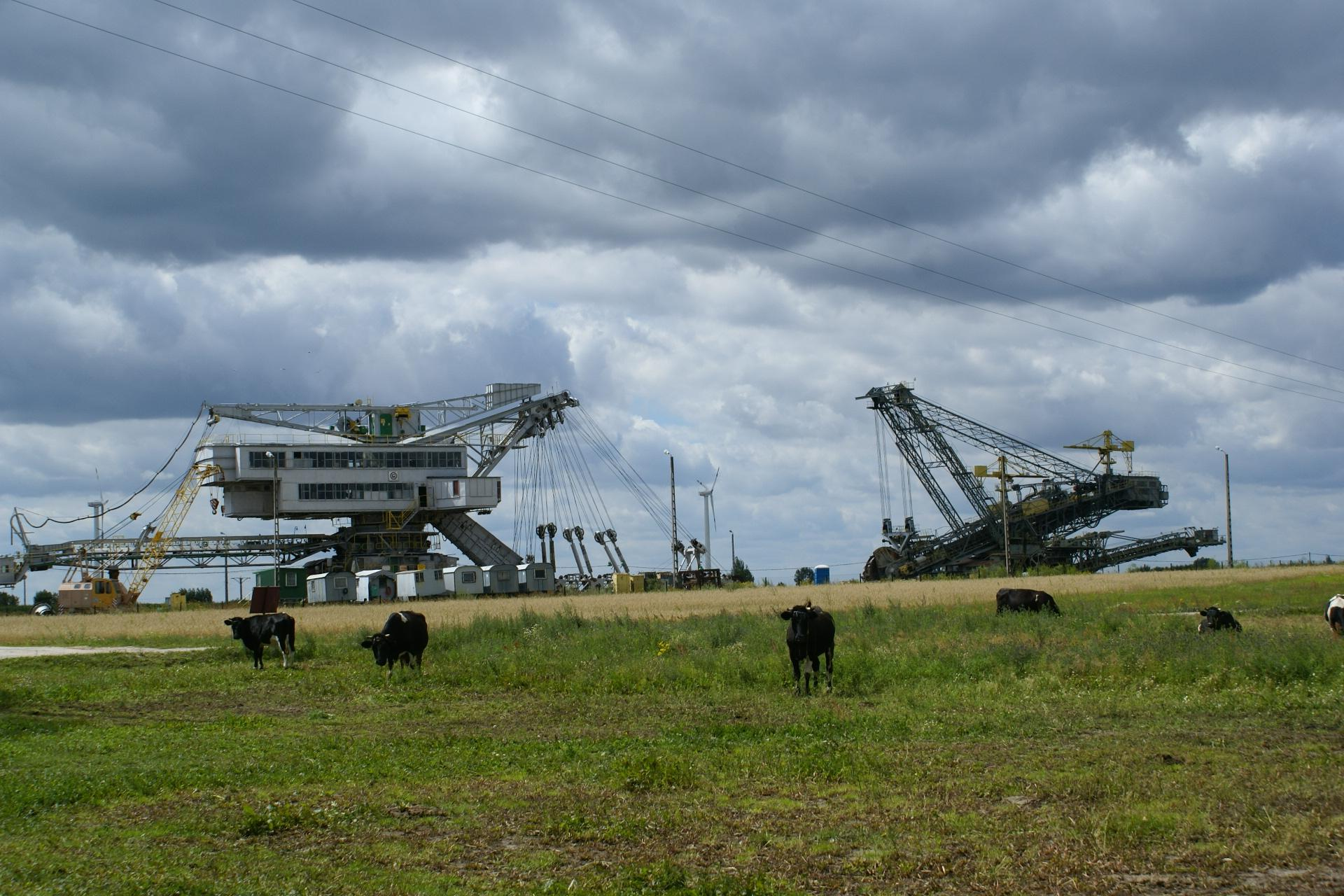
Maszyny górnicze Kopalni Węgla Brunatnego Konin w Kleczewie

Gospodarka Kleczewa zdominowana jest przez przemysł górniczo-wydobywczy. Zlokalizowana tutaj w latach 70. XX w. kopalnia węgla brunatnego dała zatrudnienie wielu mieszkańcom miasta i okolic, i przyczyniła się w znaczny sposób do rozwoju miasta. Oprócz tego w mieście rozwinięty jest handel i usługi. Istnieją warsztaty rzemieślnicze, sklepy, hurtownie. Działa ośrodek zdrowia, poczta, posterunek policji.

## Ekologia
Miasto i gmina Kleczew leżą w zasięgu obszaru zagrożenia ekologicznego, który spowodowany jest przez powstanie i rozwój przemysłu na tym terenie. Przez wiele lat kopalnia, oraz elektrownie i huta aluminium w Koninie w istotny sposób wpływały na degradację środowiska naturalnego w okolicy. Szczególny wpływ kopalni można zaobserwować na podstawie wód podziemnych – ich stan się obniża, ginie wiele wartościowych gatunków roślin i zwierząt. Poza tym teren który zajmuje kopalnia jest wyłączony z użytku na kilkanaście a może kilkadziesiąt lat. Rekultywacja takiego terenu jest długa i mozolna. W celu ochrony wód wykonuje się regularne pomiary jakościowe wód, stosuje się szeroko rozumiany monitoring czystości i jakości wód. Przy ochronie powietrza ważne są pyły wydobywane z wnętrza wyrobiska i z kotłowni kopalnianych, jednakże kotłownie te są wyposażone w nowoczesne systemy oczyszczania i filtracji powietrza. Ochrona przed hałasem – większość odkrywek prowadzonych jest z dala od osad ludzkich. Jeśli jednak odkrywka przybliży się do zabudowań gospodarczo-mieszkalnych, wówczas stawiane są ekrany dźwiękoszczelne, które tłumią hałas.

## Rolnictwo
Kleczew leży na obszarze nizinnym, toteż istnieją tutaj dobre warunki do rozwoju rolnictwa. Większość gleb z terenu gminy należy do klas słabych i średnich. Ponad połowa (52%) gleb należy do klasy IV, natomiast brakuje gleb dobrych, tzn. I i II klasy. Co może się wydawać niemożliwe z racji przemysłowego charakteru gminy, ale w gminie nie ma gleb nieprzydatnych rolniczo, czyli klasy VI. W gminie zarejestrowanych jest prawie 110 gospodarstw rolnych z których do największych należą:
- Ferma Drobiu Woźniak zajmująca się produkcją jaj kurzych fermowych,
- Rolnicza Spółdzielnia Produkcyjna w Sławoszewku.

Uprawia się tutaj głównie zboża, buraki i rośliny pastewne.

## Sport
Klub Sportowy Sokół Kleczew, polski klub piłkarski grający od sezonu 2025/2026 w II lidze.
Wyniki klubu według sezonów
| Sezon     | Puchar Polski | Liga | Poz. | M. | Pkt. | Mecze | Mecze | Mecze | Bramki | Bramki | Bramki | Uwagi |
| Sezon     | Puchar Polski | Liga | Poz. | M. | Pkt. | zw.   | rem.  | por.  | zdob.  | str.   | różn.  | Uwagi |
| --------- | ------------- | ---- | ---- | -- | ---- | ----- | ----- | ----- | ------ | ------ | ------ | ----- |
| 2002/2003 | 1/2 f.        | IV   | 5.   | 34 | 59   | 17    | 8     | 9     | 63     | 46     | +17    |       |
| 2003/2004 | 1/2 f.        | IV   | 8.   | 30 | 44   | 12    | 8     | 10    | 40     | 47     | −7     |       |
| 2004/2005 | 1/2 f.        | IV   | 10.  | 30 | 34   | 9     | 7     | 14    | 35     | 49     | −14    |       |
| 2005/2006 | 1/2 f.        | IV   | 11.  | 30 | 36   | 10    | 6     | 14    | 38     | 50     | −12    |       |
| 2006/2007 | finalista     | IV   | 7.   | 30 | 47   | 15    | 2     | 13    | 47     | 38     | +9     |       |
| 2007/2008 | 1/8 f.        | IV   | 11.  | 30 | 35   | 8     | 11    | 11    | 37     | 40     | −3     |       |
| 2008/2009 | zwycięzca     | IV   | 2.   | 32 | 59   | 18    | 5     | 9     | 59     | 26     | +33    |       |
| 2009/2010 | 1/2 f.        | IV   | 4.   | 30 | 55   | 15    | 10    | 5     | 61     | 30     | +31    |       |

Przy Ośrodku Sportu i Rekreacji istnieje hala sportowa, pełnowymiarowa z siłownią i sauną. Istnieje kort tenisowy, oraz liczne boiska sportowe do gry w piłkę nożną, ręczną. Przy OSiR działa Uczniowski Klub Sportowy w której dynamicznie rozwija się sekcja karate Shōtōkan. Trenujący w tej sekcji mogą pochwalić się występami na polu ogólnopolskim. W Kleczewie coraz bardziej znany jest także Freerun, mieszkańcy mogą obserwować na ulicach miasta trenujących freerunnerów, którzy ćwiczą już od 2006 roku.

## Kultura
Miasto jest centrum kulturalnym dla Gminy i okolicznych miejscowości. W Kleczewie istnieje dobrze zorganizowana baza kulturalna. Do ośrodków kultury należą:
- Miejsko-Gminny Ośrodek Kultury – przy M-GOK działa orkiestra dęta w której uczestniczy ok. 30 osób oraz znana kleczewska kapela podwórkowa „Pod Rydlem” która ma na swoim koncie liczne sukcesy na wielu estradach. Stałą imprezą organizowaną przez Miejsko-Gminny Ośrodek Kultury jest Przegląd Amatorskich Orkiestr Dętych. Również „Dni Kleczewa” impreza coroczna dla mieszkańców miasta i gminy, organizowana jest przez ośrodek kultury. Przy M-GOK działają Kluby Seniora których jest pięć. Razem zrzeszają one ok. 500 członków. Istnieje też kilkanaście świetlic wiejskich w których prowadzone są imprezy rozrywkowo-kulturalne. W M-GOK działa też Miejsko-Gminna Rada Kobiet która sprawuje nadzór nad Kołami Gospodyń Wiejskich.
- Miejsko-Gminna Biblioteka Publiczna w Kleczewie – została założona w 1949 r., mieściła się w różnych budynkach, a w 1995 r. została przeniesiona do stylowego pałacyku po sądzie grodzkim.
- Kino Zachęta – działa ono pod szyldem Miejsko-Gminnego Ośrodka Kultury. Posiada widownię na 168 osób.
- Orkiestra Dęta MGOK-u w Kleczewie – kapelmistrzem jest Robert Żurański, prezesem Krzysztof Działak.

## Edukacja
Gmina Kleczew posiada na swym terenie i prowadzi przedszkole i szkołę podstawową, oraz gimnazjum. Gimnazjum im. Noblistów Polskich w Kleczewie powstało na skutek reformy oświatowej w 1999 jako jedno z dwóch w gminie. Szkoła podstawowa w Kleczewie jest największą (na równi ze szkołą podstawową w Budzisławiu Kościelnym) szkołą w gminie. Dobudowana została hala sportowa. Od 1948 r. działa w mieście Liceum Ogólnokształcące im. Adama Mickiewicza